# Municipio de Wachter
El municipio de Wachter (en inglés: Wachter Township) es un municipio ubicado en el condado de McPherson en el estado estadounidense de Dakota del Sur. En el año 2010 tenía una población de 30 habitantes y una densidad poblacional de 0,33 personas por km².

## Geografía
El municipio de Wachter se encuentra ubicado en las coordenadas 45°53′27″N 98°46′23″O / 45.89083, -98.77306. Según la Oficina del Censo de los Estados Unidos, el municipio tiene una superficie total de 90.05 km², de la cual 89,27 km² corresponden a tierra firme y (0,86 %) 0,78 km² es agua.

## Demografía
Según el censo de 2010, había 30 personas residiendo en el municipio de Wachter. La densidad de población era de 0,33 hab./km². De los 30 habitantes, el municipio de Wachter estaba compuesto por el 100 % blancos. Del total de la población el 0 % eran hispanos o latinos de cualquier raza.